# Мохіндер Сінгх (хокеїст на траві)
Мохіндер Сінгх (3 квітня 1953 — 20 вересня 1977) — індійський хокеїст на траві.
Срібний призер Азійських ігор 1970 року.
Чемпіон світу 1975 року.